# St. Ulrich (Burgberg im Allgäu)

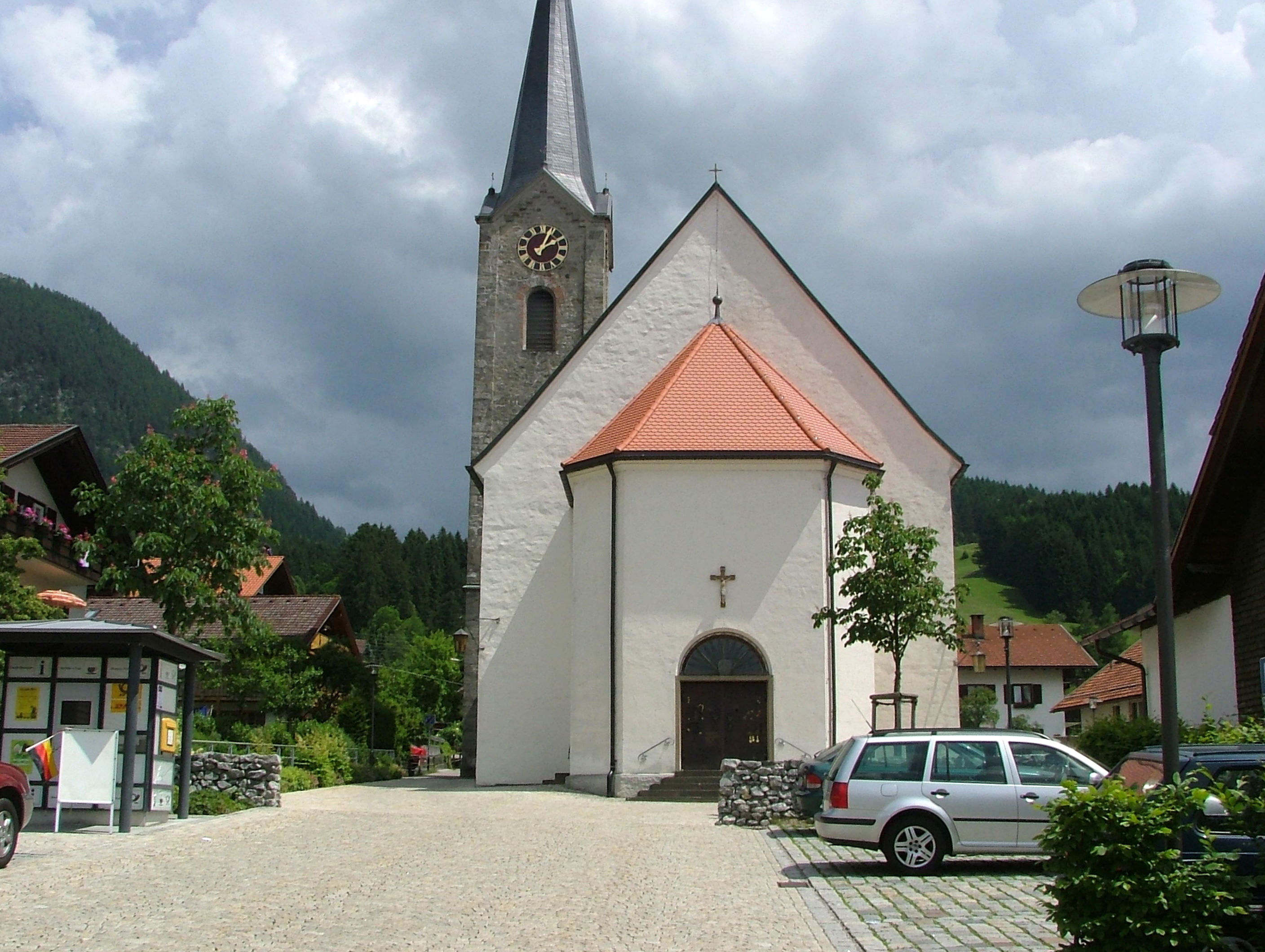
St. Ulrich in Burgberg im Allgäu

Die römisch-katholische Pfarrkirche St. Ulrich steht in Burgberg im Allgäu, einer Gemeinde im schwäbischen Landkreis Oberallgäu in Bayern. Das Bauwerk ist in der Liste der Baudenkmäler in Buchenberg als Baudenkmal unter der Nr. D-7-80-118-1 eingetragen. Die Pfarrei gehört zum Dekanat Sonthofen des Bistums Augsburg.

## Beschreibung
Die Saalkirche wurde ab 1754 nach einem Plan von Franz Xaver Kleinhans durch einen einheimischen Maurer erbaut. Sie besteht aus einem Langhaus, einem eingezogenen, halbrund geschlossenen Chor im Osten, einem 1868 nach einem Entwurf von Johann Baptist Kaufmann errichteten Chorflankenturm an der Nordwand des Chors und einem Anbau im Westen, in dem sich das Portal befindet. Das oberste Geschoss des Chorflankenturms beherbergt den Glockenstuhl mit sechs Kirchenglocken und die Turmuhr. Darauf sitzt zwischen den Dreiecksgiebeln ein achtseitiger, schiefergedeckter Helm. Der Innenraum des Langhauses ist mit einer Flachdecke überspannt. Auf einem Fresko von Franz Anton Weiß ist die Schlacht auf dem Lechfeld dargestellt. Das Altarretabel des Hochaltars, das von Ludwig Caspar Weiß stammt, befand sich bis 1872 in der Pfarrkirche von Bad Hindelang. 